# 大岩盛英
大岩 盛英（おおいわ もりふさ）は、江戸幕府の旗本。大岩盛幸の子であり、伯父にあたる大岩當國の養子。
本人に特段の事績はないものの娘二人（清昇院、本輪院）が大奥に勤め、それぞれが江戸幕府11代将軍である徳川家斉の側室となった。孫に福井藩15代藩主松平斉善、明石藩8代藩主松平斉宣らがいる。

## 生涯
明和元年（1764年）12月16日に大番に列して、その後将軍の御前で騎射を行い黄金を賜る。安永9年（1780年）12月27日家督相続、天明6年（1786年）3月24日新番に転ずる。
寛政3年（1791年）12月29日新番を辞し、寛政8年（1796年）8月14日に致仕。